# کورینجا
کورینجا (به ایتالیایی: Curinga) یک کومونه در ایتالیا است که در استان کاتانزارو واقع شده‌است.

## خصوصیات
کورینجا ۵۱٫۴۷ کیلومترمربع مساحت و ۶٬۷۸۹ نفر جمعیت دارد و ۳۵۰ متر بالاتر از سطح دریا واقع شده‌است.